# Fascellina ceylonica
Fascellina ceylonica är en fjärilsart som beskrevs av Moore 1887. Fascellina ceylonica ingår i släktet Fascellina och familjen mätare. Inga underarter finns listade i Catalogue of Life.